# Government House (Hobart)

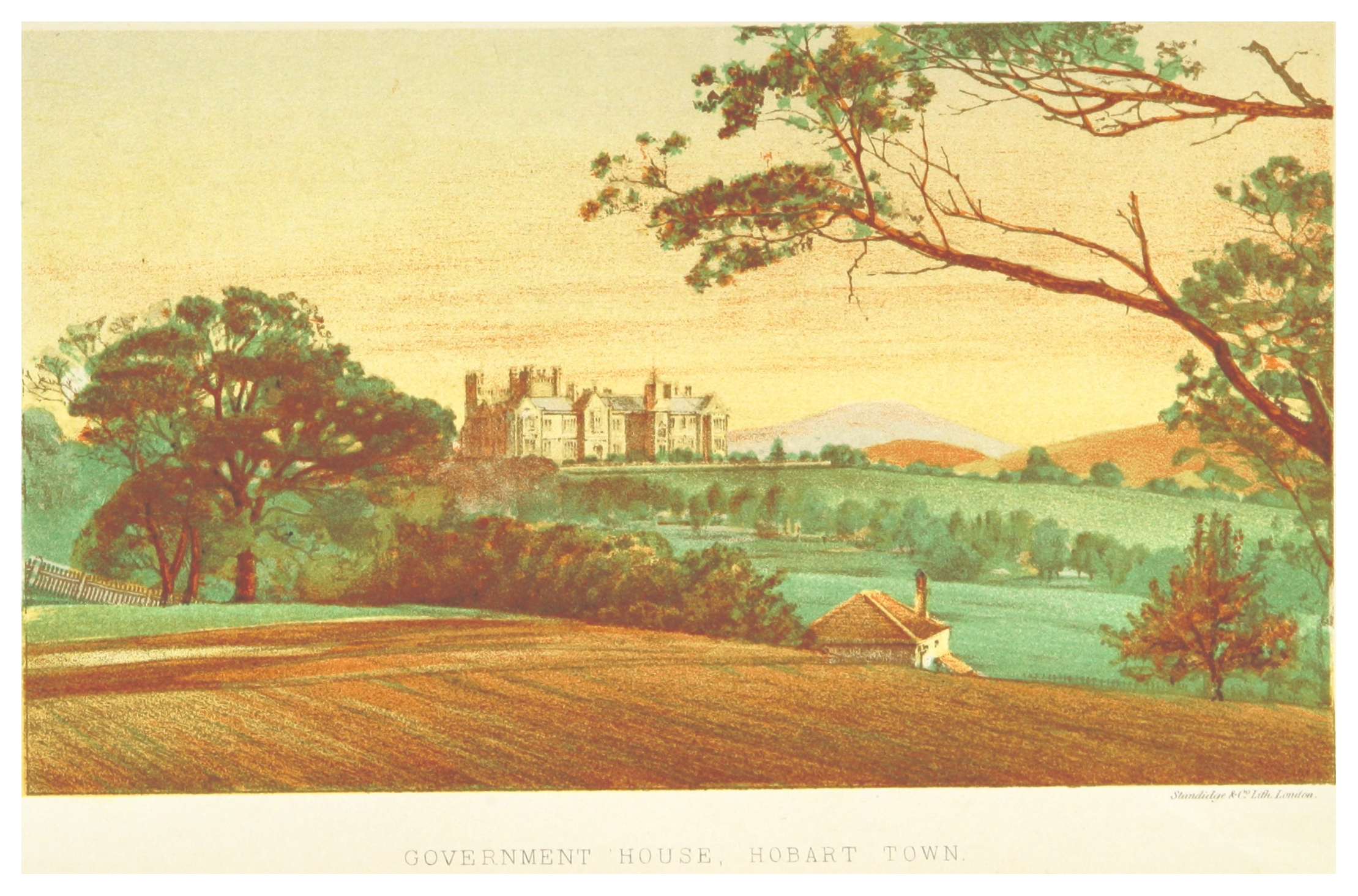
Blick zum Government House (Neujahr 1870)

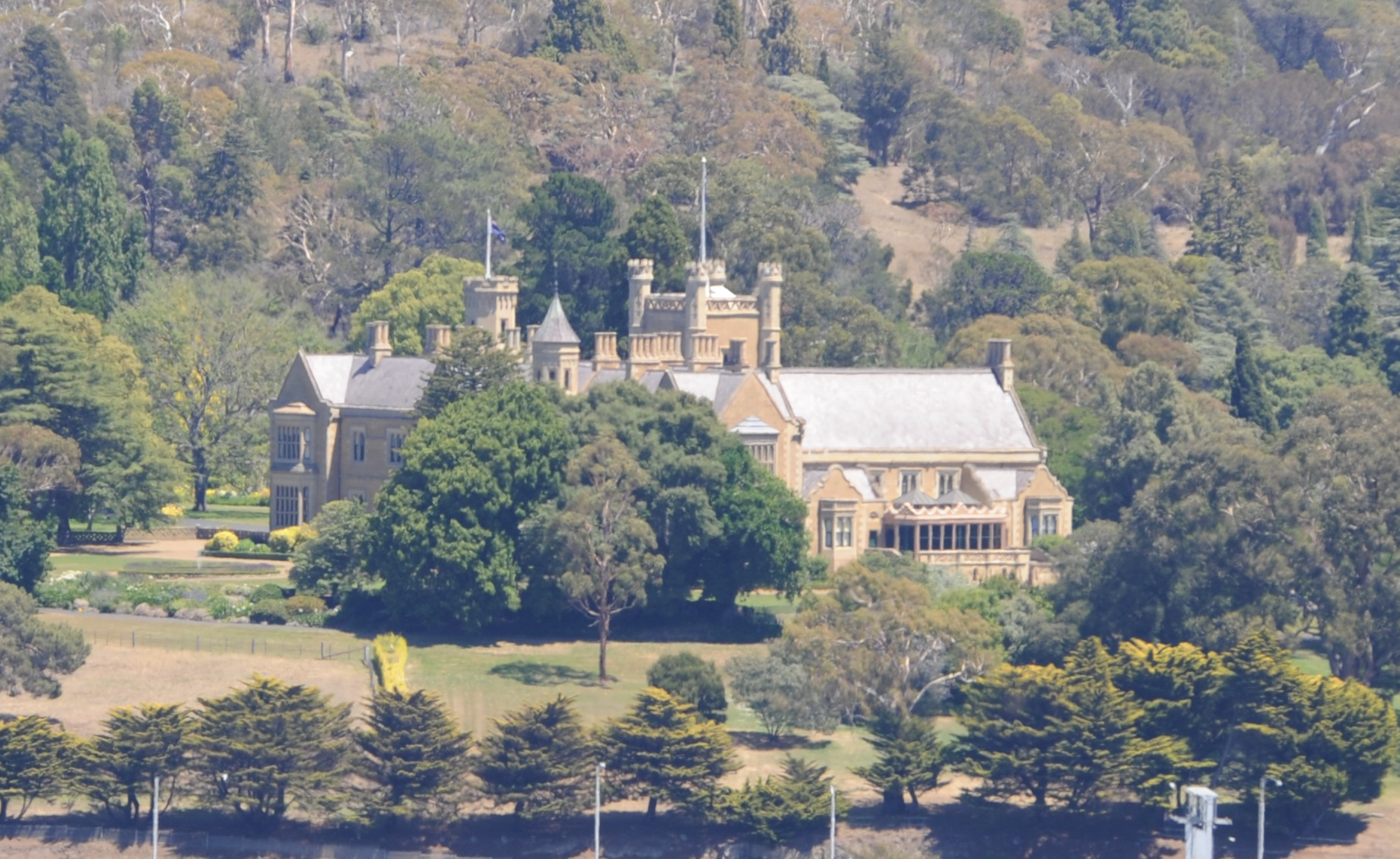
Government House: Blick vom Derwent-River

Das Government House in Hobart ist die offizielle Residenz (Government House, wörtlich übersetzt Regierungsgebäude) und der Amtssitz des Gouverneurs von Tasmanien. Insgesamt gab es drei Government Houses in Hobart.
Nach zwei Jahren in einem provisorischen Zelt bezog Gouverneur David Collins das erste Government House, einen Holzneubau. Nachdem Backsteine verfügbar waren, wurde das Haus ausgebaut, allerdings blieb es ein Haus mit nur drei Zimmern, dass den Ansprüchen eines Regierungssitzes nicht genügte. Im Jahr 1817 wurde das zweite Government House errichtet, welches mit 14 Räumen auf zwei Etagen versehen war. Doch auch dieses Gebäude war keine ideale Lösung, so dass es 1858 wieder abgerissen wurde.
Bereits 1855 fing man mit der Errichtung eines neuen Gebäudes an, gelegen an den Royal Tasmanian Botanical Gardens welches deutlich komfortabler gestaltet war. Der Schiefer für das Dach wurde eigens aus Wales importiert. Die Arbeiten wurden nach zwei Jahren Bauzeit 1857 abgeschlossen und am 2. Januar 1858 wurde das Haus von Gouverneur Henry Young bezogen. Das Haus ist mit 73 Zimmern ausgestattet und verfügt über eine große Gartenanlage.
Über das ganze Jahr verteilt finden im Government House Regierungstreffen, Geschäftsessen, so wie diverse andere Veranstaltungen statt. Sowohl der Gouverneur, als auch sein Vertreter haben ihre Büros im Gebäude.